# Piano in the Dark
Piano in the Dark è un singolo della cantante statunitense Brenda Russell, pubblicato nel 1988 come primo estratto dall'album dell'artista Get Here.

## Descrizione
Autori del brano, sia per quanto riguarda la melodia che per ciò che concerne il testo, sono la stessa Brenda Russell, Jeff Hull e Scott Cutler.
Inizialmente come brano d'apertura del disco Get Here si era pensato a Gravity, ma uno dei musicisti del brano, il trombettista Herb Alpert, consigliò alla cantante di pubblicare invece come primo singolo Piano in the Dark, che secondo il musicista rappresentava al meglio l'artista.

### Testo
Per quando riguarda il testo, in esso una donna ripensa con nostalgia al suo amore perduto, che le sembra ancora di sentire mentre suona il pianoforte.

## Video musicale
Piano in the Dark possiede due versioni di uno stesso video musicale.
La prima versione, girata in bianco e nero, mostra la cantante assorta e depressa nel suo appartamento mentre ha in mano delle carte e intanto pensa al suo amante, un uomo biondo con i capelli lunghi che suona il pianoforte nel buio ("piano in the dark", appunto).
La seconda versione, diretta da Greg Gold, è invece a colori: in essa una sorridente ed energica Brenda viene mostrata mentre si esibisce con la sua band e Joe Esposito in un night club con luci soffuse e le persone che ascoltano incantate, mentre fuori tempesta un forte temporale.

## Riconoscimenti
La canzone fruttò alla Russell due nomination ai Grammy Awards 1989, inclusa quella per la canzone dell'anno.

## Tracce
7" (versione 1)
1. Piano in the Dark – 5:19
2. In the Thik of It – 3:56

12" Maxi
1. Piano in the Dark (Radio Edit) – 5:19
2. In the Thick of It – 3:56
3. This Time (I Need You) (Instrumental) – 4:54

MC
1. Piano in the Dark – 5:19
2. This Time (I Need You) – 4:54
3. In the Thick of It – 3:56
4. This Time (I Need You) – 4:54

## Classifiche
| Classifica                      | Posizione massima | Nr. di settimane |
| ------------------------------- | ----------------- | ---------------- |
| Nuova Zelanda                   | 27                | 8                |
| Svezia                          | 13                | 2                |
| US Billboard Adult Contemporary | 3                 |                  |

## Cover
- Una cover del brano è stata incisa nel 1997 da Jennifer Rush
- Un'altra cover del brano è stata incisa nel 2002 da Ramsey Lewis e Nancy Wilson

## Altri utilizzi
Il brano in seguito venne ripreso anche da altri artisti.
Una parte del brano è citata in Cry (Just a Little) dei Bingo Players, brano a sua volta ripreso dal rapper Flo Rida nel 2012 in I Cry.